# Philip Tarrant
Philip „Phil“ Tarrant (* 14. Oktober 1938 in Sydney; † 30. Juni 2016) war ein australischer English-Billiards- und Snookerspieler. Tarrant gewann während seiner mehrere Jahrzehnte überspannenden Karriere im English Billiards unter anderem sechs australische English-Billiards-Meisterschaften sowie zahlreiche weitere Turniere. Zwischen 1974 und 1979 war er zudem auch als professioneller Snookerspieler aktiv, schaffte es aber nicht, sich auf der Snookerweltrangliste zu etablieren.

## Karriere

### Anfänge im English Billiards
Tarrant wurde im Norden von Sydney geboren und wuchs in Kogarah auf, wobei er in seiner Jugend erfolgreich Tennis und Squash spielte. Ab 1960 arbeitete er in New South Wales und Victoria in diesen beiden Sportarten als Trainer, bevor er 1964 in Bendigo English Billiards erlernte, dieses aber nach seiner Hochzeit 1966 für zwei Jahre nicht spielte.
Nach Finalteilnahmen in den Jahren 1969 und 1970 bei ersterem Turnier gewann Tarrant im Jahr 1972 sowohl die Staatsmeisterschaft von Vicoria als auch mit einem Sieg über David Collins erstmals die australische English-Billiards-Meisterschaft. Im selben Jahr spielte er als australischer Vertreter bei der English-Billiards-Weltmeisterschaft, bei der er unter anderem Clark McConachy besiegte. Ein Jahr später vertrat er Australien erneut bei der Weltmeisterschaft und belegte dabei mit einer Höchstserie von 370 Punkten den vierten Rang. Nachdem er im selben Jahr seinen Titel bei der australischen Meisterschaft verteidigte, und gleichwohl auch die Staatsmeisterschaft in Victoria erneut gewann, zog er 1974 nach Sydney um und trat bis 1985 nahezu vollständig von English-Billiards-Sport zurück.

### Intermezzo im Snooker
Im selben Jahr wurde Tarrant professioneller Snookerspieler. So nahm er während seiner ersten Profisaison erstmals an der Australian Professional Championship teil und verlor gegen Jim Charlton, während er bei der Snookerweltmeisterschaft nach einem Sieg über Bernard Bennett dem ehemaligen Weltmeister John Pulman unterlag. In den folgenden Jahren reduzierte Tarrant seine Teilnahmen auf die Ausgaben der Australian Professional Championship, wobei er neben einem verlorenen Auftaktspiel 1975 und einem Ausscheiden in der Gruppenphase 1978 im Jahr 1977 unter anderem mit einem Sieg über Ian Anderson das Halbfinale erreichte und in diesem gegen Paddy Morgan verlor. Auch bedingt dadurch, dass es Tarrant nicht schaffte, sich auf der Snookerweltrangliste zu platzieren, beendete er im Jahr 1979 seine professionelle Snookerkarriere. Im Jahr 1985 gelang Tarrant dennoch der Einzug ins Finale der australischen Snooker-Meisterschaft, in dem er sich allerdings Jim Bonner mit 5:8 geschlagen geben musste.

### Weitere Karriere im English Billiards
Nachdem Tarrant bereits 1983 und 1985 die Staatsmeisterschaft von New South Wales gewonnen hatte, erreichte er im selben Jahr, das Jahr seiner Rückkehr in den professionellen English-Billiards-Sport, welche durch Comebackpläne seitens Bob Marhall ausgelöst wurde, erneut das Finale der australischen English-Billiards-Meisterschaft, verlor aber wie auch im folgenden Jahr gegen ebenjenen Bob Marshall. Während er schließlich sowohl 1986 und 1987 erneut die Staatsmeisterschaft von New South Wales gewinnen konnte, konnte er 1987 und 1989 drei Mal auch die nationale Meisterschaft gewinnen. Nachdem er 1990 in deren Finale gegen David Collins verloren hatte, konnte er zwischen 1991 und 1993 erneut drei Mal die Staatsmeisterschaft von New South Wales gewinnen, während er 1992 gegen David Collins letztmals auch die nationale Meisterschaft gewann. Im Anschluss trat er erneut vom professionellen English Billiards zurück.
Als 2002 die English-Billiards-Weltmeisterschaft in Sydney stattfand, kehrte Tarrant aus seinem Ruhestand zurück und erreichte bei dem Turnier das Achtelfinale. Zudem konnte er im selben Jahr zum insgesamt achten Mal die Staatsmeisterschaft von New South Wales gewinnen, bevor er 2004 zum insgesamt neunten Mal das Finale erreichte, in diesem aber verlor.

### Weiteres Leben
Neben seinem Engagement als Spieler trat Tarrant auch als Schiedsrichter und Trainer sowie im Juniorenbereich und als zeitweiliger Präsident der Billiards & Snooker Association of New South Wales in Erscheinung. Tarrant verstarb schließlich im Alter von 77 Jahren am 30. Juni 2016. Posthum wurde er 2017 in die Hall of Fame der Billiards & Snooker Association of New South Wales aufgenommen.

## Erfolge
- Australische English-Billiards-Meisterschaft: 1972, 1973, 1987, 1988, 1989, 1992[3][4]
- English-Billiards-Staatsmeisterschaft von Victoria: 1972, 1973
- English-Billiards-Staatsmeisterschaft von New South Wales: 1983, 1985, 1986, 1987, 1991, 1992, 1993, 2002[2]